# Vales (Puebla del Brollón)
Vales es una aldea española repartida entre las parroquias de Pino y Veiga del municipio de Puebla del Brollón, en la provincia de Lugo, Galicia.

## Geografía
Está situado a 437 metros de altitud. 

## Historia
Aparece por primera vez documentado en 1220.

## Demografía

### Vales (Pino)
Datos demográficos de la aldea de Vales, de la parroquia de Pino:
| Gráfica de evolución demográfica de Vales entre 2000 y 2020 |
|                                                             |
| Datos según el nomenclátor publicado por el INE.            |

### Vales (Veiga)
Según el INE la entidad de población de Vales que está situada en la parroquia de Veiga, en el año 2020 estaba despoblada.